# Il gladiatore (romanzo)
Il gladiatore è un romanzo storico di Simon Scarrow ambientato nel 49 d.C., pubblicato in Italia nell'aprile 2010 dalla casa editrice Newton Compton.
È il nono romanzo della Eagles of the Empire Series con protagonisti Macrone e Catone.

## Trama
Durante il viaggio di ritorno a Roma, dopo aver concluso la loro missione in Siria e nel Regno di Palmira, Macrone e Catone, accompagnati dal Senatore Sempronio e da sua figlia Giulia, vengono travolti con la loro imbarcazione, la Horus, da un'onda anomala. I quattro sopravvivono a malapena assieme a parte dell'equipaggio, e solo una volta giunti a terra, sull'isola di Creta nei pressi della cittadina di Matala, si rendono conto che l'onda era stata generata da un fortissimo terremoto che aveva devastato l'isola assieme al conseguente maremoto.
Nel caos generale causato dalla calamità gli schiavi cominciano a ribellarsi e a mettere a ferro e fuoco tutta l'isola. A capo della ribellione si pone l'ex gladiatore Aiace che riesce a raggruppare gran parte degli schiavi cominciando ad assaltare, oltre che le ville ed i villaggi anche le guarnigioni di stanza a Creta per procurarsi le armi.

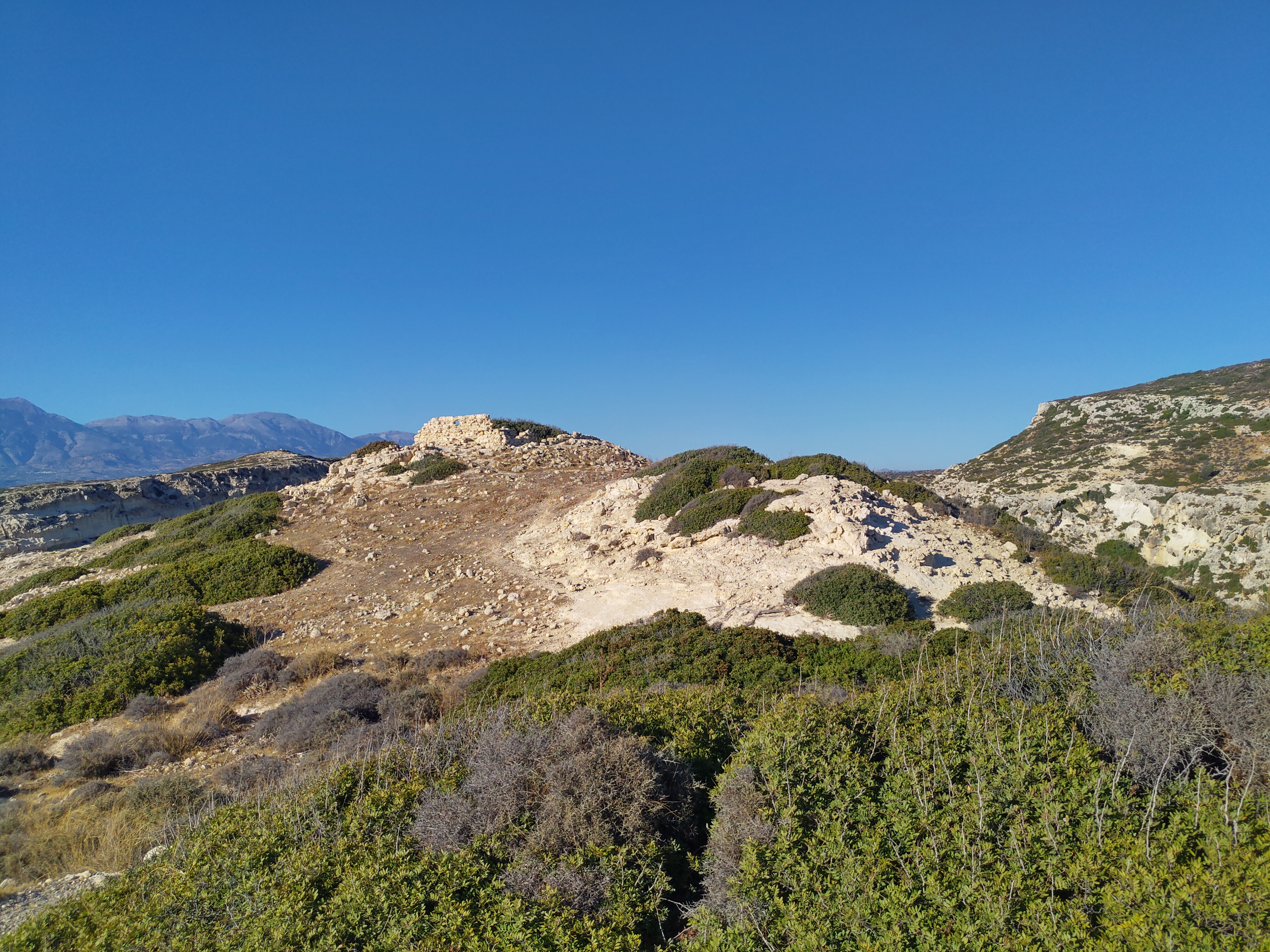
Resti dell'acropoli di Matala. Era il quartier generale della guarnigione di cui assumerà il comando Macrone.

Il Senatore Sempronio venuto a sapere che Lucio Calpurnio, il prefetto della dodicesima Coorte Illirica, di guarnigione a Matala, è deceduto, mette Macrone a comando della guarnigione, quale prefetto facente funzioni, con il compito di riorganizzarla e ripristinare l'ordine nella cittadina, e gli affida anche Giulia, mentre lui e Catone partono alla volta di Gortina per incontrare il Governatore.

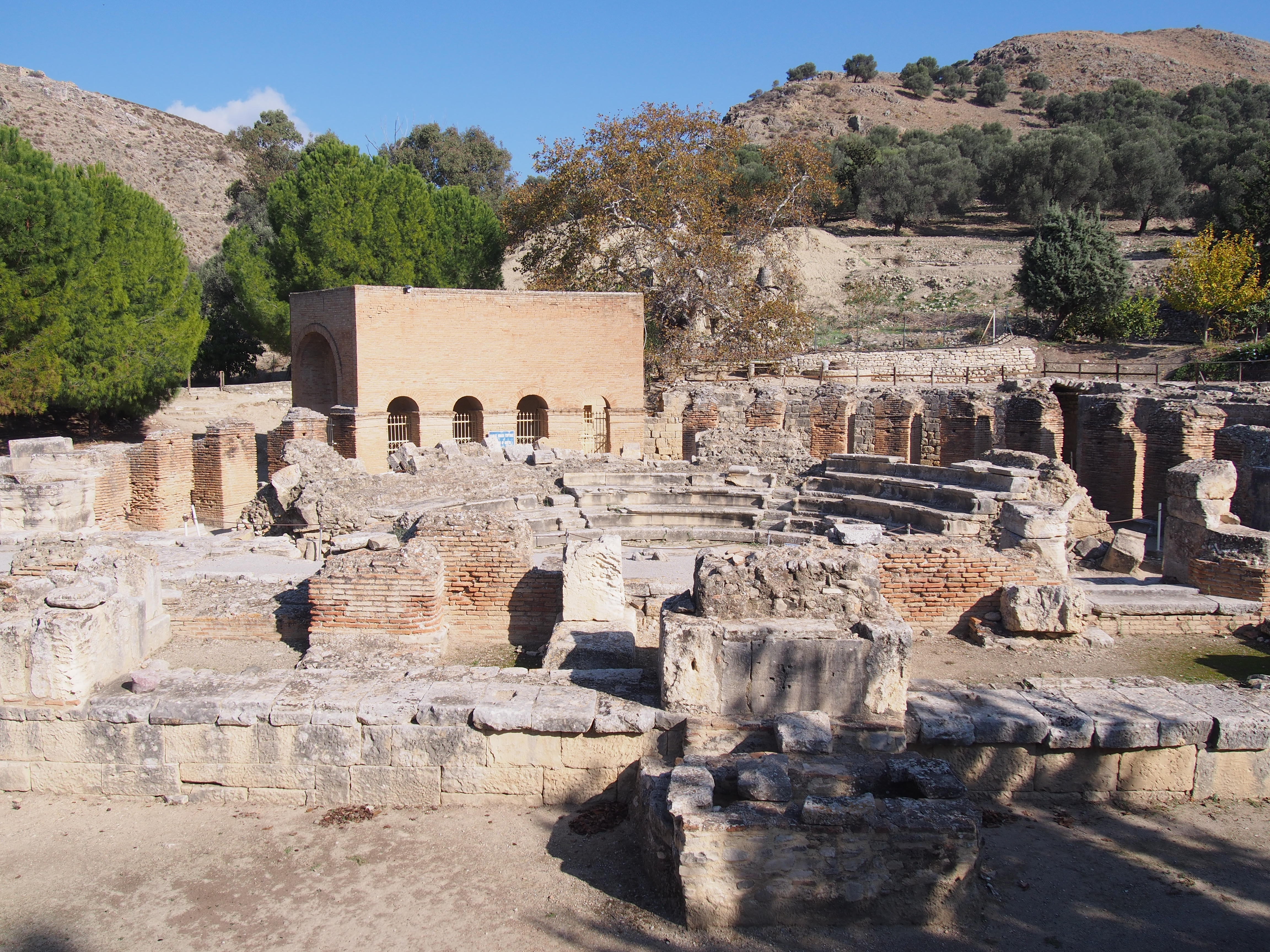
Il foro di Gortina. Catone e Sempronio la trovano devastata dal terremoto e messa a ferro e fuoco dagli schiavi ribelli.

Durante il viaggio scampano ad un assalto da parte di una banda di schiavi ribelli, e Catone rimane leggermente ferito ad una gamba. Giunti nella città di Gortina scoprono che Aulo Irzio, il Governatore della Provincia, è in fin di vita, a causa del terremoto, e Sempronio decide quindi di assumere la carica di sostituto Governatore contando sull'aiuto di Macrone e Catone.

I tre si coordinano per cominciare a riportare l'ordine sull'isola e Macrone dopo aver sedato alcuni tumulti nel centro abitato comincia a preoccuparsi di reperire generi alimentari per sostenere gli abitanti. Saputo da Attico, capo della corporazione dei mercanti di Matala, che il possidente Demetrio di Itaca conserva in un deposito presidiato e fortificato, ingenti scorte di grano ed altri generi alimentari, si reca presso di lui e ne sequestra una gran parte. Durante il viaggio di trasferimento Macrone si rende conto a che livello sia arrivata la rivolta con migliaia di schiavi che coalizzati assaltano la sua colonna in più occasioni, e non riuscendo nel loro intento, continuano a seguirli con continue sortite. Durante uno degli assalti Macrone scorge il leader dei ribelli, che dal fisico e dall'abbigliamento, individua come un ex gladiatore. Proprio quando nell'ennesimo tentativo gli schiavi riescono ad accerchiare la pattuglia di Macrone, bloccandogli anche la strada con degli alberi tagliati, sopraggiunge Catone alla guida di un drappello di cavalleria della Quarta Coorte Batava, che disperde i ribelli.
 
Catone e Macrone, rientrati a Matala, organizzano la distribuzione dei viveri e lasciano il comando della guarnigione cittadina al centurione Portillo, in quanto loro due con Giulia e la coorte Batava ripartono per Gortina per tornare a dare supporto al senatore Sempronio. Giunti a Gortina cominciano a riorganizzare i soldati alle loro dipendenze in quanto dalle cittadine nella parte settentrionale di Creta sono arrivati due distaccamenti a rinforzo, la Quinta Coorte Gallica da Crosso, comandata dal centurione Albino, e la Decima Coorte Macedone da Axos, comandata dal centurione Plotio. Sempronio organizza poi compiti di ciascuno, assegnando al Prefetto Marcello, il comandante della Coorte Batava, il compito di rastrellare i briganti e schiavi fuggiaschi che stanno depredando la provincia, con il supporto della coorte del centurione Albino, mentre il centurione Plotio, con la sua coorte, si occuperà di mantenere l'ordine a Gortina e di ricostruirne le strutture difensive, coordinato da Catone. Macrone sarà il braccio destro del senatore a capo del suo stato maggiore.   
Dopo che Aiace, con uno stratagemma, riesce a massacrare le due coorti guidate da Marcello e Albino, a Sempronio non rimangono che circa seicento uomini tra Gortina e Matala. Non rimane quindi che trincerarsi nelle due città ancora sotto il loro controllo in attesa di rinforzi. A tale scopo il Senatore promuove temporaneamente a Tribuno Catone e lo invia in Egitto per richiedere al Legato Gaio Petronio, Governatore della provincia, di inviare delle truppe ed una flotta per sedare la ribellione.
Nel frattempo Aiace, con quello che ormai è divenuto un vero e proprio esercito, assalta il villaggio di Matala, massacrando la guarnigione e tutti gli abitanti, e pone l'assedio a Gortina.
 
Sempronio, colto dal panico, costringe Macrone ad eludere l'assedio, che non ha ancora cinto tutta la città, per portare in salvo Giulia verso il nord dell'isola. La mossa si rivelerà sbagliata in quanto dopo uno scontro con un drappello di uomini di Aiace, dove periscono tutti i soldati di scorta, Macrone e Giulia vengono fatti prigionieri ed utilizzati da Aiace per ricattare Sempronio richiedendogli la resa o quantomeno un salvacondotto per far lasciare a lui ed ai suoi uomini i territori dell'Impero Romano senza conseguenze. Sempronio non cede e la situazione rimane in una fase di stallo.

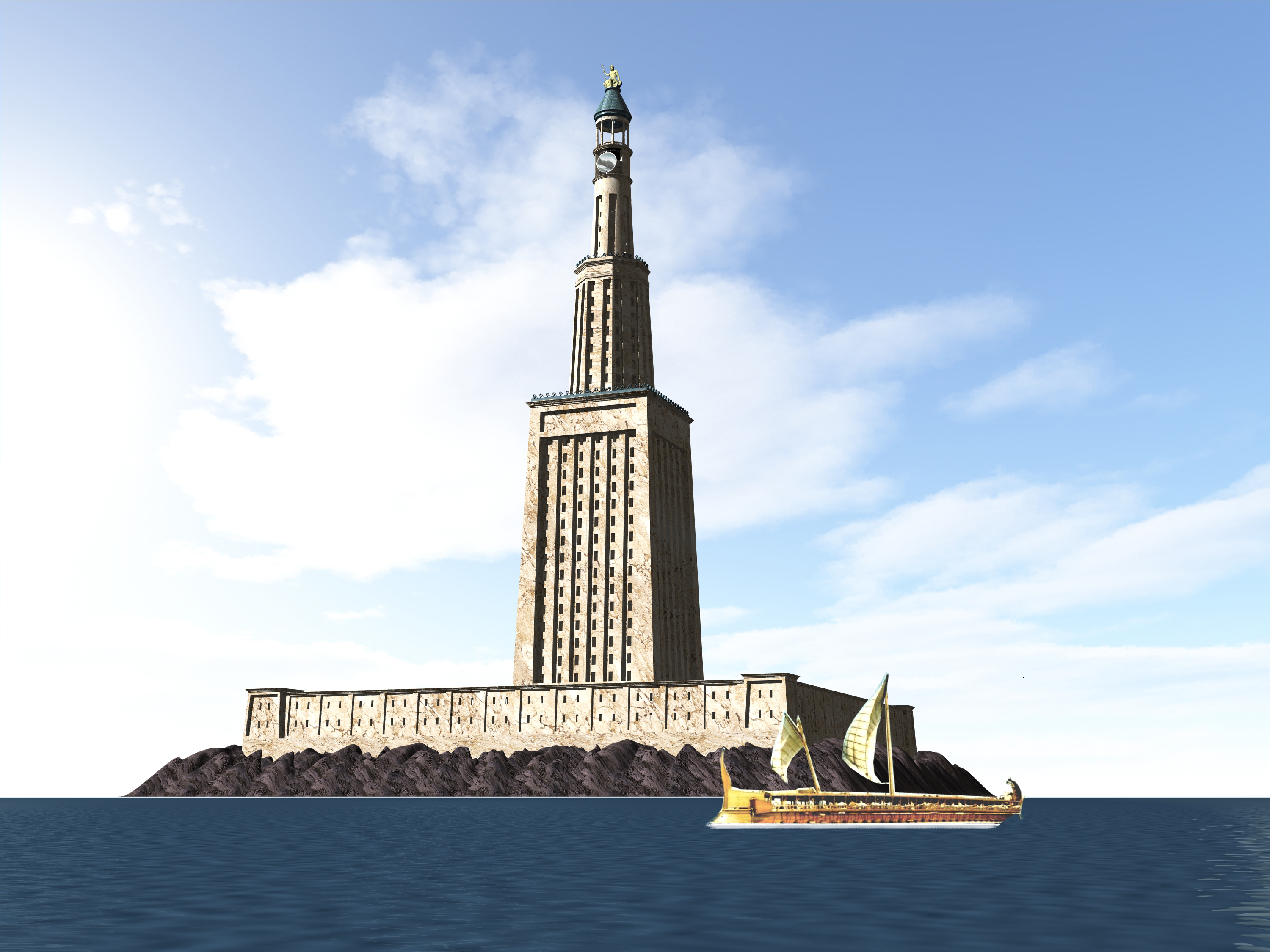
Il faro di Alessandria secondo la realistica ricostruzione del 2005. Catone ammirerà il faro mentre si reca in barca ad Alessandria per chiedere i rinforzi.

Nel frattempo Catone è riuscito a giungere ad Alessandria, in Egitto, dove ammira per la prima volta il famoso faro e la biblioteca. Presentatosi al Governatore Gaio Petronio riesce ad ottenere 5000 uomini, in gran parte facenti parte della Ventiduesima Legione  Deiotariana ed al cui comando viene posto il centurione primi pilo Decio Fulvio, più uno squadrone di navi da guerra comandate dal navarca Decio Balbo. Riparte quindi alla volta di Creta e sbarca a Matala, che trova deserta e devastata, e nell'acropoli vi trova i corpi della guarnigione e degli abitanti uccisi da Aiace. Attanagliato dal terrore che la stessa sorte possa essere toccata ai suoi amici a Gortina, costringe l'esercito ad una marcia forzata per giungere velocemente a Gortina, lui stesso assieme ad un drappello di cavalleria giunge per primo nella città dove scopre che il giorno prima Aiace ha tolto l'assedio.
Sempronio affida a Catone il comando dell'esercito e questi si mette subito all'inseguimento dell'orda di schiavi ormai valutata in circa ventimila uomini. Durante una sosta presso il villaggio di Litto Catone viene informato che è stata avvistata una flotta, con molte navi danneggiate alla fonda in una baia. Giunti in vista della baia scorgono il villaggio abbandonato di Olous, che sovrasta la baia e che ora è divenuto l'enorme accampamento dei ribelli di Aiace, e stabiliscono il loro accampamento in un punto che chiude la via di fuga ai ribelli, mentre dal mare la flotta guidata da Decio Balbo si è posizionata al largo, all'imbocco della baia dove vi sono le navi di cui si è impossessato Aiace.

Proprio mentre si sta pianificando l'assalto finale ai ribelli, giunge un drappello con a capo Aiace per parlamentare con Catone. Aiace espone le sue richieste e rivela a Catone che è in suo possesso tutta la flotta del grano, che da Alessandria doveva portare a Roma i viveri per sostentare la plebe romana, minaccia quindi di darle fuoco se Catone muovesse all'attacco del suo accampamento, e gli intima per la mattina seguente di scegliere chi tra Giulia e Macrone deve essere ucciso.
 
Catone non si fa prendere dal panico e, dopo aver elaborato un ardito piano per cogliere di sorpresa l'esercito di Aiace, muove all'attacco appena fa buio. L'assalto ha successo e dopo diverse peripezie Catone riesce a liberare Macrone ma gli sfugge all'ultimo momento Giulia che viene portata via da Aiace.
Infatti Aiace si crea una via di fuga impossessandosi di una delle navi da guerra romane e leva l'ancora proprio mentre Catone e Macrone, a bordo di una scialuppa, vi giungono a pochi metri di distanza. Mentre Aiace, tenendo stretta a sé Giulia, si fa beffe dei romani affacciandosi al parapetto della liburna, Giulia colpisce Aiace con un pettine riuscendo a divincolarsi dalla sua presa ed a tuffarsi. Giulia viene recuperata immediatamente da Catone mentre Aiace preferisce prendere il largo anziché provare a tornare indietro.
Ricongiuntisi, i quattro hanno appena il tempo di rallegrarsi per la fine dell'incubo che Sempronio, promuovendo Catone a Prefetto, ordina a lui ed a Macrone, che da questo momento diviene per la prima volta subalterno di Catone, di partire con due navi da guerra a caccia di Aiace.

## Personaggi
- Lucio Cornelio Macrone: Centurione dell'esercito romano. Prefetto facente funzioni della Dodicesima Coorte Ispanica.
- Quinto Licinio Catone: Centurione dell'esercito romano, promosso Tribuno e poi Prefetto.
- Lucio Sempronio: Senatore. Sostituto governatore della Provincia di Creta. Ex Ambasciatore Romano presso il Regno di Palmira[7].
- Giulia Sempronia: Figlia di Lucio, promessa sposa di Catone.
- Gesmia: Ancella di Giulia Sempronia.
- Lucio Calpurnio: Prefetto della Dodicesima Coorte Ispanica.
- Portillo: Centurione della Dodicesima Coorte Ispanica.
- Aulo Irzio: Governatore dell'isola di Creta. Rimasto gravemente ferito dopo il terremoto.
- Milone: Centurione della Dodicesima Coorte Ispanica.
- Canlio: Senatore, proprietario di una fattoria sulla costa di Matala.
- Lucio Iunilio Corvino: Responsabile degli approvvigionamenti della Dodicesima Coorte Ispanica.
- Marco Glabio: Ex esattore, Governatore pro tempore.
- Antonia: Moglie del Governatore Aulo Irzio.
- Attico: Fondatore della corporazione dei mercanti. Nominato Optio degli ausiliari di Gortina.
- Demetrio di Itaca: Ricco possidente di Matala.
- Marcello: Prefetto della Seconda Coorte Batava di cavalleria.
- Albino: Centurione, a comando della Quinta Coorte Gallica.

- Plotio: Centurione, a comando della Decima Coorte Macedone.
- Micone: Centurione della Seconda Coorte Batava di cavalleria.
- Gaio Petronio: Legato della Provincia d'Egitto.
- Aiace: Generale dell'esercito degli schiavi ribelli a Creta. Ex schiavo ed ex gladiatore soprannominato il Trace di ferro.
- Kharim: Chirurgo parto, messosi al servizio di Aiace e del suo esercito.
- Pollio: Giovane schiavo ribelle.
- Chilone: Schiavo ribelle, braccio destro di Aiace.
- Yannis: Pescatore del villaggio di Ciprana, ex legionario.
- Pandaro: Recluta della guarnigione di Gortina.
- Polocrite: Consigliere cittadino di Gortina. Esportatore d'olio d'oliva.
- Narciso: Segretario dell'Imperatore Claudio.
- Flacco: Centurione della Decima Coorte Macedone.
- Decio Fulvio: Centurione della Ventiduesima Legione.
- Decio Balbo: Navarca della Tritone e della flotta che riporta Catone a Creta dall'Egitto.
- Casca: Centurione, prefetto della coorte di cavalleria.
- Fusco: Scalpellino, luogotenente dell'esercito di Aiace.
- Vulso: Legionario della Ventiduesima Legione.
- Musa: Legionario della Ventiduesima Legione.

## Ambientazione
| Anno    | Età Macrone | Età Catone | Ambientazione |
| ------- | ----------- | ---------- | ------------- |
| 49 d.C. | 41 anni     | 24 anni    | CretaEgitto   |

## Edizioni
- Simon Scarrow, Il gladiatore, traduzione di Roberto Lanzi, collana Nuova Narrativa Newton, Newton Compton, 1 aprile 2010,  p. 384, ISBN 978-88-541-1768-6.
- Simon Scarrow, Il gladiatore, traduzione di Roberto Lanzi, collana Newton Pocket, Newton Compton, 14 aprile 2011,  p. 382, ISBN 978-88-541-2785-2.
- Simon Scarrow, Il gladiatore, traduzione di Roberto Lanzi, collana Grandi Tascabili Contemporanei, Newton Compton, 26 aprile 2012,  p. 384, ISBN 978-88-541-3835-3.
- Simon Scarrow, Il gladiatore, traduzione di Roberto Lanzi, collana Gli Insuperabili, Newton Compton, 29 settembre 2016,  p. 384, ISBN 978-88-541-9712-1.
- Simon Scarrow, Il gladiatore, traduzione di Roberto Lanzi, collana Gli Insuperabili Gold, Newton Compton, 13 luglio 2017,  p. 384, ISBN 978-88-227-0704-8.
- Simon Scarrow, Il centurione, il gladiatore, la legione, traduzione di Roberto Lanzi, collana SuperInsuperabili, Newton Compton, 10 settembre 2020,  p. 1.018, ISBN 978-88-541-6101-6.[8]

## Analisi
- Il gladiatore è il secondo romanzo della serie Eagles of the Empire, dopo La profezia dell'aquila, in cui compare l'antagonista Aiace, il terzo romanzo consecutivo non ambientato a Roma o in Britannia, e il secondo in cui compare Giulia Sempronia, futura moglie di Catone.

- Al termine del romanzo Catone viene promosso a Prefetto, e per la prima volta, e anche in tutti i romanzi successivi, Macrone diviene subalterno di Catone.